# 광주교육대학교 광주부설초등학교
광주교육대학교 광주부설초등학교는 대한민국 광주광역시 북구 풍향동에 있는 광주교육대학교 산하 국립 초등학교이다.

## 연혁
- 1938년 3월 31일 광주사범학교 부속심상소학교 개교(광주사범학교 관제 발표)
- 1941년 4월 1일 광주사범학교 부속국민학교로 개칭
- 1961년 4월 1일 광주사범대학 부속국민학교로 개칭
- 1962년 3월 1일 전남대학교 교육대학 부속국민학교로 교명 개칭
- 1963년 3월 1일 광주교육대학 부속국민학교로 교명 개칭
- 1981년 3월 1일 광주교육대학 광주부속국민학교로 개칭
- 1993년 3월 1일 광주교육대학교 광주부속국민학교로 개칭
- 1996년 3월 1일 광주교육대학교 광주부속초등학교로 개칭
- 1997년 10월 1일 온라인 통신학교 개설(나우누리)
- 2000년 7월 21일 전국교대·사대 부속초등학교 워크숍 개최
- 2001년 3월 2일 광주교육대학교 광주부설초등학교로 교명 개칭
- 2008년 7월 16일 학습도움실 개소
- 2015년 3월 28일 CCAP(파키스탄, 몽골, 카자흐스탄) 수업 운영(4∼6학년 3학급)
- 2015년 5월 11일 유네스코 광주지역 거점학교 지정
- 2015년 8월 21일 가사실 시설 구축
- 2016년 11월 1일 스마트 교실 구축(스마트 패드 26대, 전자칠판84인치, 교수용 전자교탁)
- 2017년 3월 19일 인도네시아 AL-FATH 학교 MOU체결 및 학교방문
- 2018년 2월 9일 제80회 졸업식(총계 10,440명)
- 2019년 1월 8일 제81회 졸업식(총계 10,529명)
- 2019년 2월 28일 꿈PLUS관 및 방과후학교 교실, 급식실 신축(계림2지구 주택조합)
- 2019년 4월 9일 사계절 詩가 있는 교재원 조성
- 2019년 7월 18일 녹색커튼 시설, 꿈PLUS동산 조성
- 2019년 8월 23일 전교실·특별실 냉·난방기 및 공기 청정기 배치
- 2019년 10월 28일 5대양 6대주 안전 매트 설치
- 2019년 11월 19일 친환경 생태 시설(교재원 쉼터, 운동장 친환경 관찰대) 구축
- 2019년 12월 30일 메이커교실 구축(본관 3층)
- 2021년 12월 31일 제84회 졸업(총계10,818명)
- 2022년 9월 1일 제20대 정종문 교장 취임

## 참고 자료
- 광주교육대학교 광주부설초등학교 - 한국교육학술정보원 학교알리미